# ماندفي
ماندفي هي بلدة تقع في كوتش بولاية غوجارات،الهند.